# Aouf
Aouf est une commune de la wilaya de Mascara en Algérie.